# Stróż prawa z Pizen Bluff
Stróż prawa z Pizen Bluff (ang. The Vigilante of Pizen Bluff) – komiks Dona Rosy, po raz pierwszy wydany w 1996 r. (pierwsze polskie wydanie pochodzi z 2001 r.).
Historia jest jednym z rozdziałów dodatkowych serii Życie i czasy Sknerusa McKwacza (6B) - chronologicznie umiejscowionym między Postrachem Transwalu a Gościem krainy snów.

## Fabuła
Akcja komiksu toczy się w 1890 r.
Sknerus łączy siły z Angusem McKwaczem, P.T. Barnumem, Geronimo, Buffalo Billem i Annie Oakley, by odzyskać złoto skradzione przez gang Daltonów.